# Vola vola vola
Vola vola vola è un brano musicale di Guido Albanese e Luigi Dommarco del 1922. Scritto in dialetto ortonese, allude nel titolo e nel testo a un gioco infantile, pretesto per un ricordo d'amore. Vinse il concorso regionale per la Festa delle canzoni di Teramo nel 1922 e, riconoscimento ancora più importante, raggiunse il primo posto al Festival della canzone italiana di Parigi nel 1953. Raro esempio di canzone popolare italiana dialettale non napoletana di successo internazionale, Vola vola vola è divenuta nel tempo una delle più note canzoni popolari abruzzesi, conoscendo numerose incisioni.

## Storia
Promotori e animatori con Antonio Di Jorio delle Maggiolate abruzzesi di Ortona (1920-1967), Albanese e Dommarco presentarono il brano al primo Concorso regionale per la festa delle canzoni di Lanciano (18-19 aprile 1922). L'iniziativa fu una delusione, soprattutto per Albanese che vide «bocciata» la sua musica, mentre il testo di Dommarco si classificò al sesto posto.
Subito però il brano ebbe fortuna in patria, alla 3ª Maggiolata di Ortona dell'8 maggio seguente, vincendo il primo premio, e a Teramo, in un'altra festa delle canzoni dove riportò il primo premio con un netto distacco sulla seconda classificata. La consacrazione avvenne tuttavia solo nel 1953, quando nel contesto internazionale del Festival di Parigi (29-31 maggio) Vola vola vola arrangiata da Nello Segurini risultò prima tra le sessanta canzoni in concorso, aprendosi così la strada del successo discografico.
La canzone si compone di 4 strofe, anche se solitamente nei cori vengono eseguite solo 3. Solamente qualche coro ha inciso per intero la canzone, come il Coro di Bomba.

## Testo e musica
(ritornello della quarta strofa)
Vola vola vola allude a un semplice gioco infantile abruzzese nel quale alcuni ragazzi raccolti intorno a un compagno poggiano l'indice sul ginocchio di questi: il ragazzo che comanda il gioco pronuncia rapido le parole «Vola vola vola...» e il nome di un animale. Se si tratta di un animale volante, gli altri devono «volare», sollevando il dito, altrimenti no. Chi sbaglia è costretto a pagare pegno.
In realtà, è una canzone d'amore che ambienta il corteggiamento nell'età infantile, in modo vuoi nostalgico e delicato, vuoi malizioso. Nel testo di Dommarco risiede probabilmente una delle chiavi del successo del brano, ma buona parte si deve anche alla scrittura musicale di Albanese, semplice e popolare: un tempo di mazurca che alterna una strofa a due ritornelli (ABB) e richiama la struttura del canto agreste, ove le strofe si intendono corali e il ritornello solistico.
Ciascun ritornello, proprio come nel gioco, inizia con le parole «E vola vola vola vola...» e prosegue nominando un volatile: specialmente noto è il verso «E vola lu cardille», al punto di confondersi con il titolo del brano, anche mercé i riferimenti al cardellino nella poesia o nella canzone napoletana, o citazioni come quelle presenti nel Cardillo addolorato (1993) di Anna Maria Ortese.

## Incisioni
Numerosi artisti hanno interpretato Vola vola vola fin dal suo esordio. Dopo l'incisione del coro delle Maggiolate ortonesi (Complesso corale e strumentale Eden) si ricordano le versioni di Carla Boni e Gino Latilla, Licia Morosini e Vittorio Paltrinieri, Claudio Villa, Vittorio Tognarelli, Wolmer Beltrami e di svariate formazioni folk abruzzesi come il Coro Gran Sasso (L'Aquila) e la Corale Verdi (Teramo). Altre versioni si devono a Gigliola Cinquetti, a Rosanna Fratello, a Mina (in un medley di canzoni popolari incluso nell'album Signori... Mina! vol. 3), alla cantante Ines Taddio (1962) in tedesco (testo di Joachim Relin) ed inserita nell'album "Carusello Italiano" https://www.discogs.com/Ines-Taddio-Carusello-Italiano/release/3679942 al Piccolo Coro dell'Antoniano. Alla cantante Antonella Ruggiero si deve l'esecuzione dal vivo al Teatro Sociale di Bellinzona (Svizzera) con Paolo Di Sabatino (pianoforte), Roberto Colombo (vocoder e basso synth) e Renzo Ruggieri (fisarmonica). Il brano è contenuto nell'album "Quando facevo la cantante" (2018) - CD 1 "La canzone dialettale e popolare".

## Omaggi
Dopo il terremoto dell'Aquila del 2009, frequenti sono state le interpretazioni di Vola vola vola in occasione di iniziative di solidarietà con la popolazione abruzzese. Giò Di Tonno ha eseguito il brano senza soluzione di continuità con la prima strofa della tradizionale Tutte le funtanelle, in un unico arrangiamento che esalta la somiglianza melodica e assimila i caratteri delle due canzoni, nella puntata speciale di Effetto Sabato dell'11 aprile. Paola & Chiara, già aderenti all'iniziativa Amiche per l'Abruzzo (21 giugno), vi hanno accompagnato un video che documenta la loro visita per Matrix nei luoghi del sisma.
Grazia Di Michele ha scritto una ballata romantica, intitolata "Volubile", lasciandosi ispirare dal ritornello della canzone. Il brano, eseguito in duetto con Pietra Montecorvino è contenuto nel CD "Respiro".

## Parodie
Maurizio Crozza ha parodiato il brano più volte per ironizzare sul senatore abruzzese Antonio Razzi.